# Градище (Живойно)
Вижте пояснителната страница за други значения на Градище.
Градище (на македонска литературна норма: Градиште) е антично и средновековно укрепено селище край битолското село Живойно, Северна Македония.

## Местоположение
Градището се издига на рида Забърдо на 1 km югоизточно над Живойно и на 1 m от границата с Република Гърция. Ридчето има стръмни склонове и доминира над изворите на Живойнската река в западното подножие на Кожух. Наблизо има находища на въглища и стари железни рудници.

## Антични останки
На рида съществува укрепено селище от началото до края на античната епоха. Открити са многобройни находки от жилищни слоеве, както и десетина некропола от отделните периоди на селището. В късната Античност е изградена силна крепостна стена с хоросан. Откритите монети свършват в края на VI век, сред тях монети на Юстин I и Юстиниан I. Населението се е занимавало с експлоатация на желязна руда, топена лесно благодарение на повърхностните находища на въглища.

## Средновековни останки
Късноантичната стена е запазена и в ранното средновековие и в рамките ѝ е имало и средновековно селище. Открита е керамика от това време, както и много византийски монети от XI - XIII век. В непосредствена близост до Градището са открити три групови находки на византийски монети (скифати-трахеи), закопани в края на XII - началото на XIII век. В късното средновековие селището замира. На 4 km на югоизток е крепостта (фурион) Сетина, в която българският цар Гаврил Радомир имал ловен дворец.